# Новые Броды (Иркутская область)
Но́вые Бро́ды — упразднённый посёлок в Куйтунском районе Иркутской области России. Входил в Мингатуйское муниципальное образование. Упразднён в 2025 году.

## География
Находится в 7 км к юго-западу от центра сельского поселения, села Мингатуй.

## Население
| 2002 | 2010 | 2011 | 2012 |
| ---- | ---- | ---- | ---- |
| 3    | ↘2   | →2   | →2   |